# Anthrenus goliath
Anthrenus goliath es una especie de escarabajo de piel del género Anthrenus, categorizada en la tribu Anthrenini, de la subfamilia Megatominae.

## Distribución
Se distribuye por Europa: Francia, España y Suiza.

## Taxonomía
Fue descrita por Saulcy en 1868.